# Chorgestühl der Dreifaltigkeitskirche (Haunsheim)

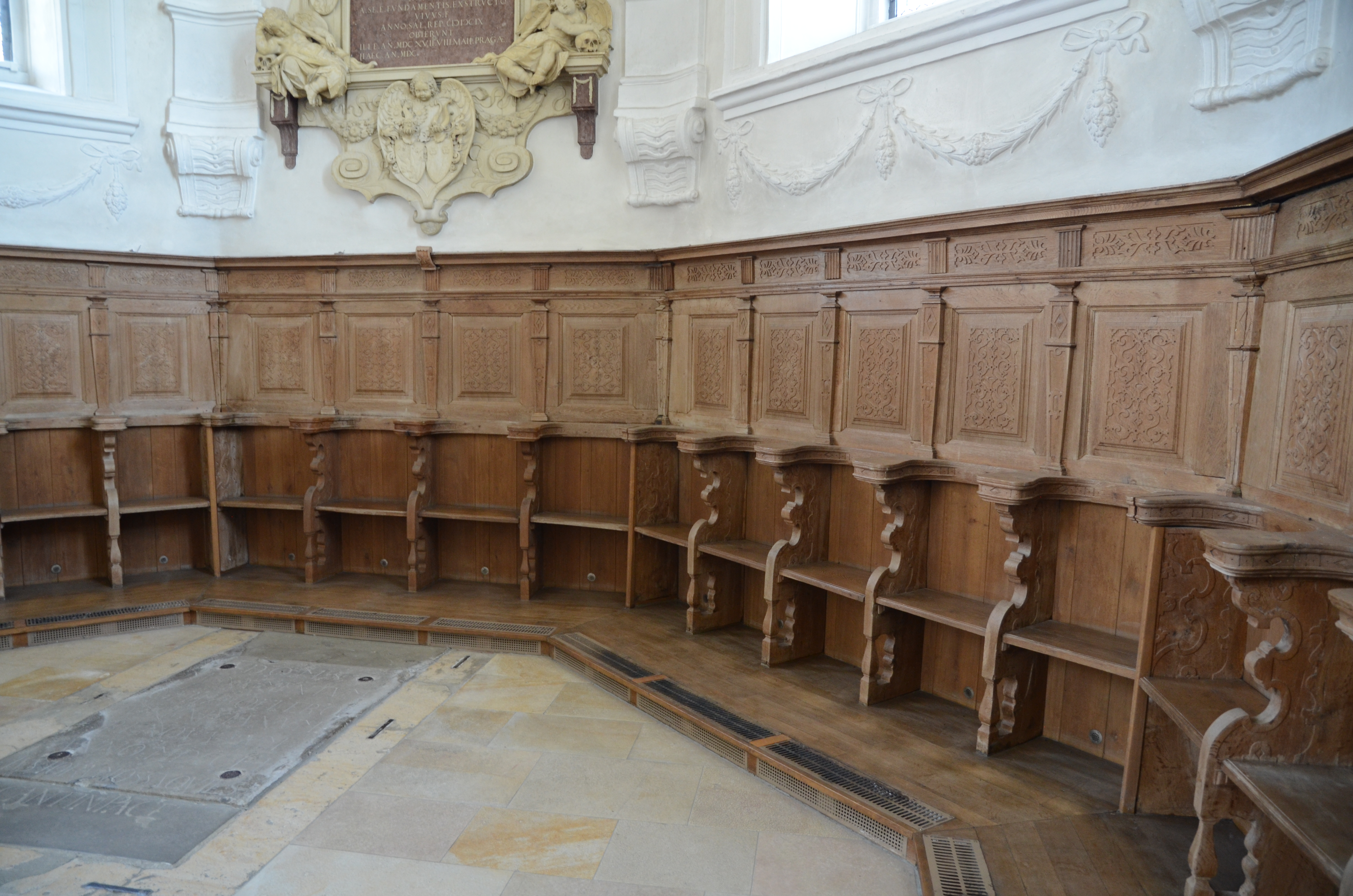
Chorgestühl in Haunsheim

Das Chorgestühl in der evangelisch-lutherischen Dreifaltigkeitskirche in Haunsheim, einer Gemeinde im Landkreis Dillingen an der Donau im bayerischen Regierungsbezirk Schwaben, wurde zu Beginn des 17. Jahrhunderts geschaffen. Das Chorgestühl im Stil der Renaissance ist als Teil der Kirchenausstattung ein geschütztes Baudenkmal.
Das Chorgestühl besteht aus der Wandvertäfelung des Chors und schließt die Tür zur Sakristei und den Herrenstuhl ein. Es wurde, wie die Kanzel und die Empore, nach Entwürfen von Joseph Heintz dem Älteren geschaffen. Über der Tür zur Sakristei und über dem Herrenstuhl sind die Allianzwappen Geizkofler-Rehlingen angebracht. 
Über den Sitzen ist eine Pilastergliederung und an den Stegen und Füllungen sind Schnitzereien vorhanden. Die Stollen zwischen den Sitzen sind lebhaft ausgeschnitten und mit Flachschnitzerei verziert.  

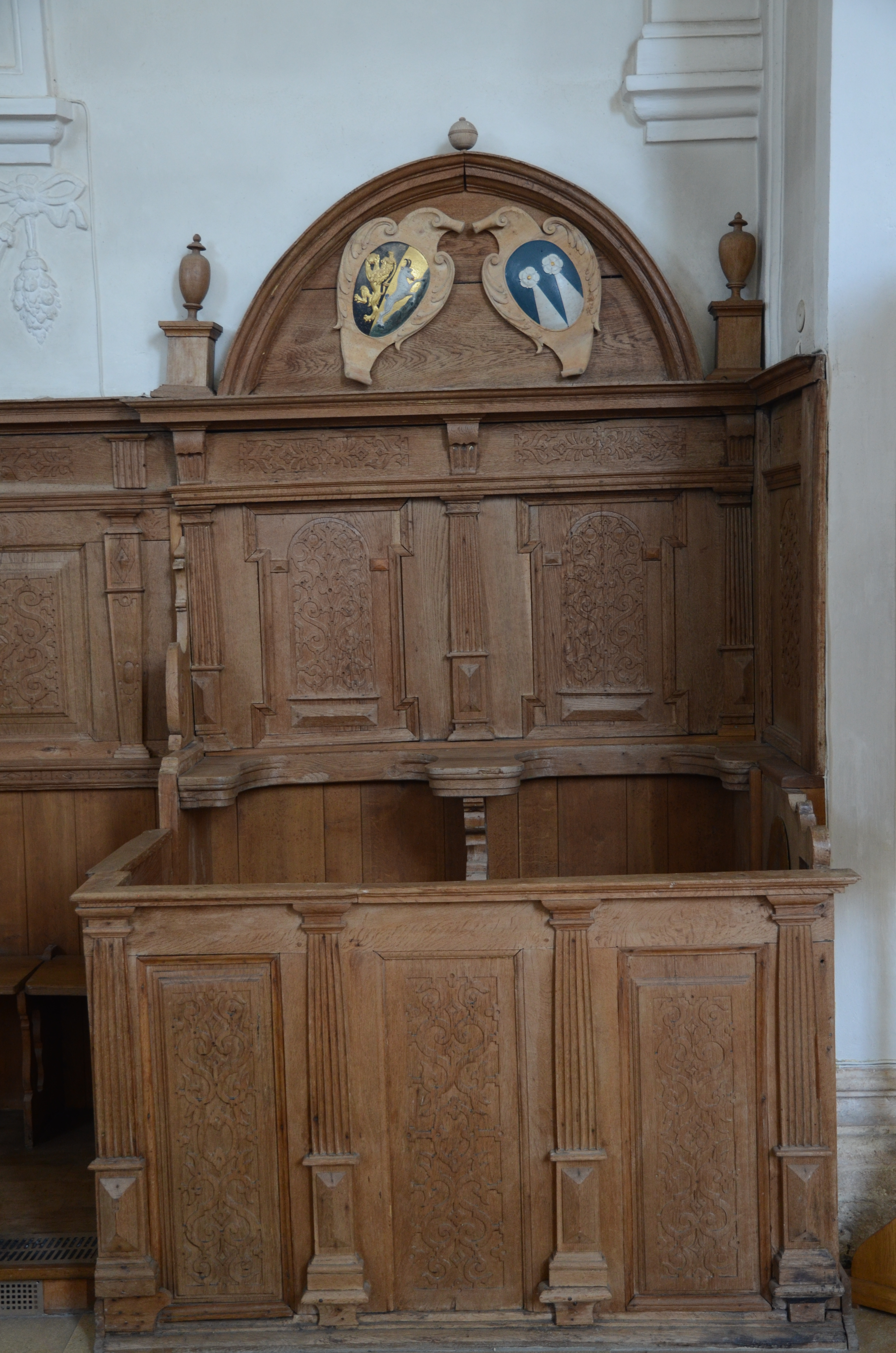
Herrenstuhl
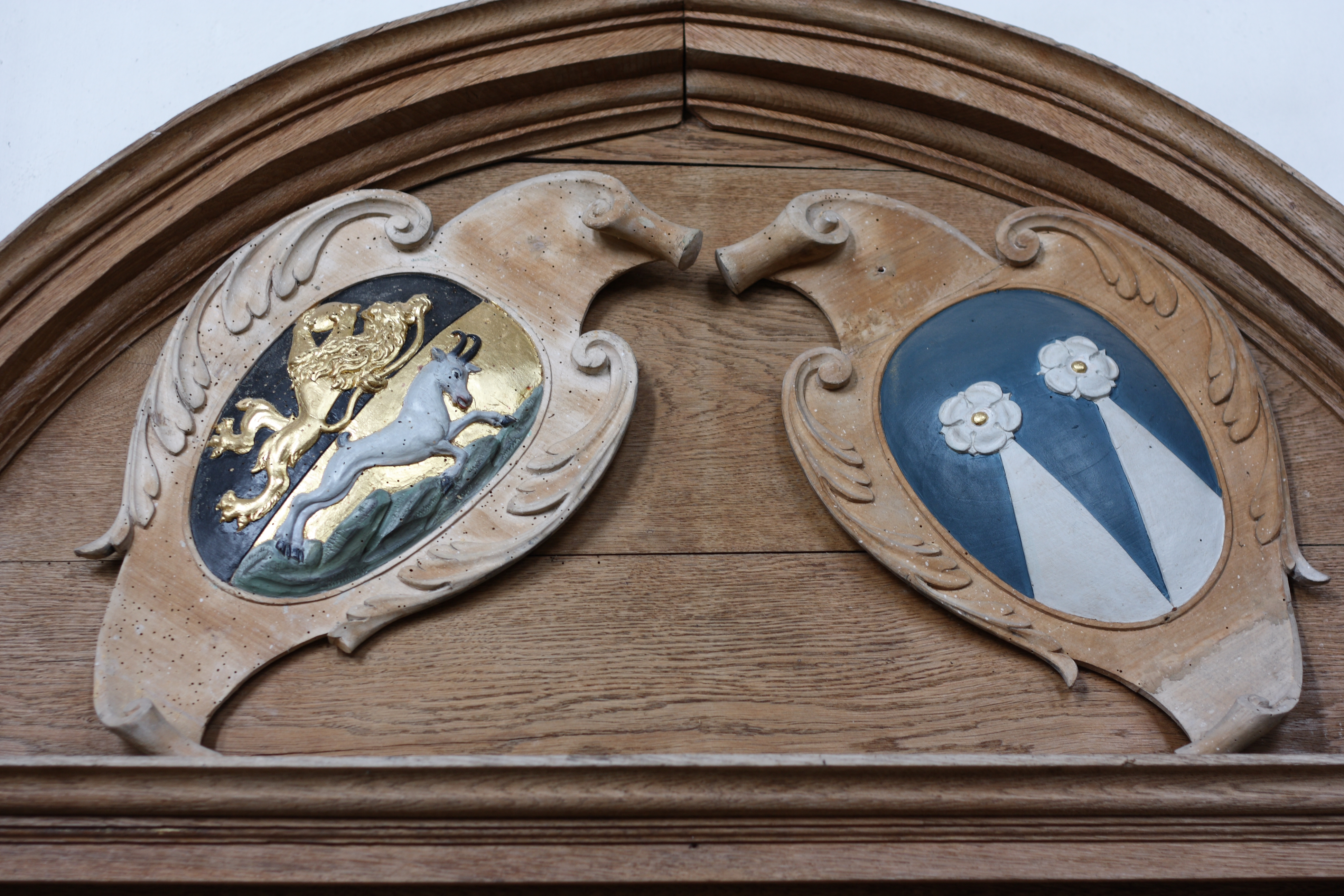
Wappen Geizkofler-Rehlingen
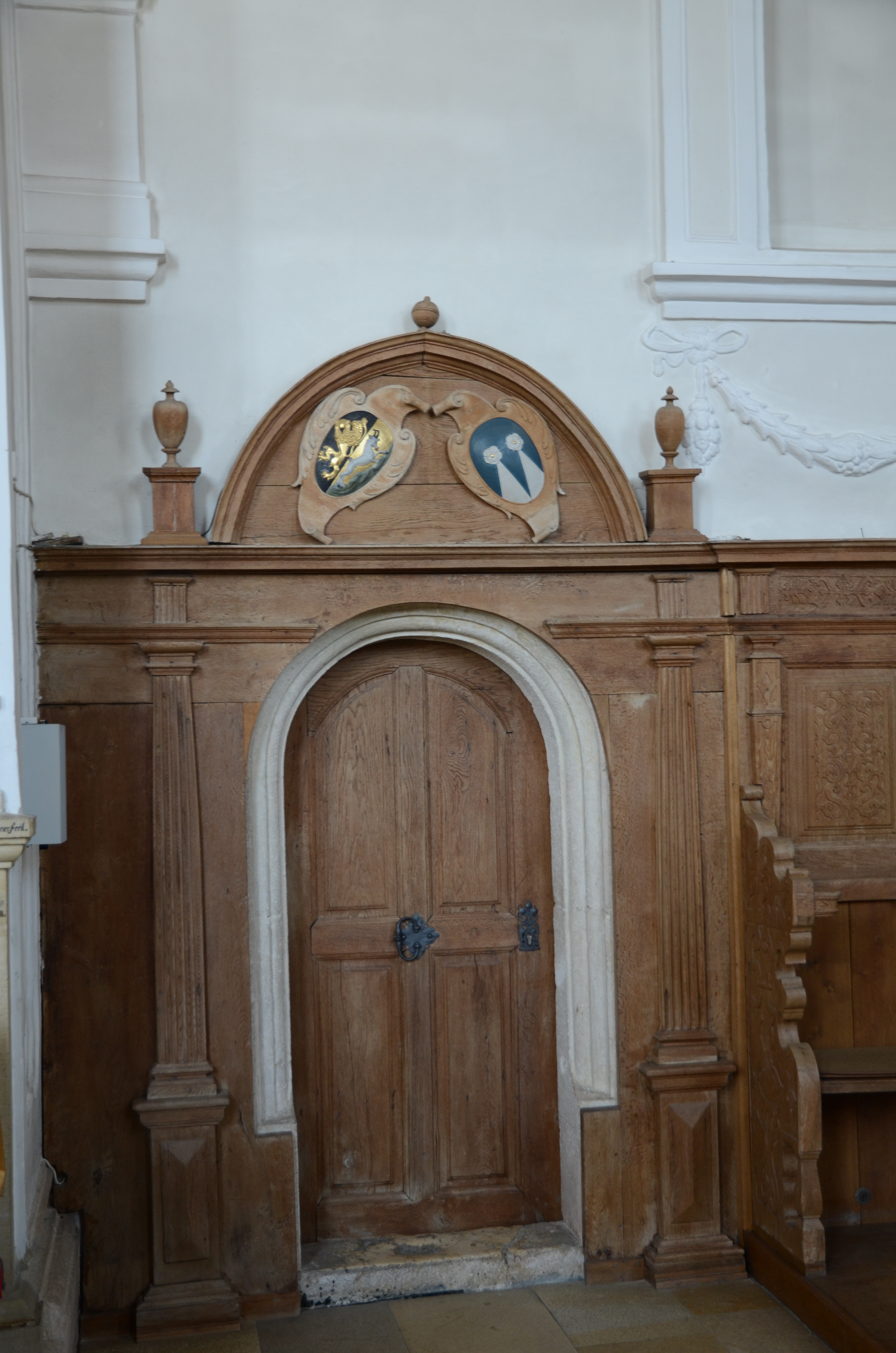
Sakristeitür